# Pocapaglia
Pocapaglia är en ort och kommun i provinsen Cuneo i regionen Piemonte i Italien. Kommunen hade 3 328 invånare (2018).